# Dolok Maraja
Dolok Maraja is een bestuurslaag in het regentschap Simalungun van de provincie Noord-Sumatra, Indonesië. Dolok Maraja telt 5929 inwoners (volkstelling 2010).